# PICO PARK
『PICO PARK』（ピコパーク）は、日本のインディーゲームスタジオTECOPARKが開発・発売したアクションパズルゲーム。
多人数のプレイヤーがそれぞれのキャラクターを操作し協力し合いながら、1人だけでは届かない地形や特定人数で動かすブロック・リフトなど様々な要素のある各ステージを攻略する。ステージ内にある鍵を取り全員がゴール地点に到達すればステージクリアとなる。

## 開発
本作の開発はTECOPARK代表のTECOがほぼ一人で手掛けている。人々が集まってゲームをプレイする際に個々の携帯型ゲーム機の画面を見ていることが多いという現状から、自身がかつてしていたように一つの画面をみんなで見てプレイする機会を作りたいと考えたことが開発の動機の一つとなった。
開発が始まった2013年秋から2014年頃までは『PICOLECITTA』というタイトルだったが、後に周囲から「覚えにくい」と指摘を受け『PICO PARK』に変更した。開発する上で影響を受けたゲームソフトとして、TECOは、最大10人での対戦が可能なハドソンの『サターンボンバーマン』と最大4人で協力プレイを行う任天堂の『ゼルダの伝説 4つの剣+』を挙げている。

## システム
Steam版とNintendo Switch版は、基本的なシステムは共通しているものの、ステージ内容や収録モードは大きく異なる。以下にそれぞれの特徴を記述する。

### Steam版
同時プレイ可能人数は2人から10人。20の通常ステージと対戦用の「BATTLE STAGE」（後述の「HEIGHT BATTLE」と同様）を収録。プレイ画面はスクロールしない横視点の固定画面。

### Nintendo Switch版
同時プレイ可能人数は2人から8人。以下の3つのモードがある。
WORLD MODE
12のジャンルにそれぞれ4ステージが含まれた全48ステージ。プレイ画面は基本的に横スクロールする。
ENDLESS MODE
以下の4種類の協力プレイ用ミニゲームが含まれている。それぞれハイスコアが記録される。「ENDLESS JUMP」「ENDLESS PUZZLE」は固定画面、「ENDLESS SCROLL」「ENDLESS PLANE」は横スクロール。
- ENDLESS JUMP - 砲台から発射される弾をジャンプでよけ続ける。誰かが弾に当たった時点で終了。
- ENDLESS PUZZLE - テトリス風のゲーム。プレイヤーが各自のブロックを操作し、横1列が揃うと消滅する。画面上部のブロック出現箇所が全員詰まった時点で終了。
- ENDLESS SCROLL - 表示されるキャラクターは1体で、ジャンプするごとにキャラクターが切り替わる。地形にぶつかった時点で終了。
- ENDLESS PLANE - それぞれが紐で繋がっている飛行機を操作する。誰かが地形にぶつかった時点で終了。

BATTLE MODE
以下の4種類の対戦プレイ用ミニゲームが含まれている。任意のゲームを選択（重複可）し、先に3勝したプレイヤーの勝利となる。全て固定画面。
- HEIGHT BATTLE - 制限時間切れの時点で一番高い位置にいたプレイヤーの勝利。
- REGION BATTLE - 各プレイヤーの体当たりで空間を跳ね回る弾の軌道が自身の陣地となる。制限時間切れの時点で陣地が最も大きいプレイヤーの勝利。
- JUMP BATTLE - 砲台から発射される弾をジャンプでよけ続け最後まで当たらなかったプレイヤーの勝利。
- STOP WATCH BATTLE - 10秒から減少していく時間をボタン押下により止め、0.01秒に最も近かったプレイヤーの勝利。

## 評価
ファミ通の半蔵門アラタはTOKYO SANDBOX 2019に出展されたSwitch向けの試遊版について、シンプルな操作体系であるため、親子三代ぐらい歳が離れていても楽しめそうだと評価している。

### 受賞
- センス・オブ・ワンダーナイト 2014 「Best Presentation Award」（『PICOLECITTA』名義）[9]